# Can Maians
Can Maians és un casal de Vilassar de Dalt (Maresme) amb una torre de defensa, declarada com a bé cultural d'interès nacional.

## Història
En aquest indret hi havia el Mas Eroles, documentat el 1290 i en domini del monestir benedictí de Sant Marçal del Montseny des del segle xi. El 1365, els Eroles, juntament amb d'altres tinents de Sant Marçal, mitjançant l'exercici del dret de fadiga, aconseguiren la propietat en alou de les terres, anul·lant la venda que l'abat havia fet a Pere Des Bosc. El 1480, Guillem Pere Eroles figura entre els síndics que negociaren i signaren el privilegi de Ferran el Catòlic de concessió de les municipalitats als pobles de la baronia de Pere Joan Ferrer.
El 1551, el príncep Felip, futur Felip II, atorgà a Bernat Eroles el permís per a la construcció d'una torre de guaita per a prevenir les ràtzies procedents de les naus turques i, en general de l'orient mediterrani, la qual es realitzà el 1568, poc abans de la batalla de Lepant (1571). El 1615, la pubilla Marianna Eroles es casà amb Jaume Maians i tingueren una filla, Maria Eroles i Maians, que es casà amb Francesc de Llança, de Sant Julià del Fou. El 1686, el seu fill Josep de Llança i Eroles (1665-1724) es va casar amb Maria Rosa Derrocada (1670-1719), pubilla de Can Derrocada de Sant Pere de Vilamajor, i a la mort dels seus pares i del seu germà gran Jaume (†1720) esdevingué hereu de Can Maians, del qual era usufructuària la vídua d'aquest darrer, Maria Amell i Fructuós (1674-1750).
Durant les tres generacions següents, els propietaris de Can Maians i Can Derrocada portaren els cognoms Llança i Derrocada: Rafael de Llança i Derrocada (†1744), casat el 1714 amb Marianna Amell i Fructuós; Jaume de Llança-Derrocada i Amell (†1778), casat amb Margarida Perpunter i Pons; i Rafael de Llança-Derrocada i Perpunter, casat amb Caterina de Valls-Morera i Bosch. L'hereu Rafael de Llança i de Valls (1772-1833) era militar i es va casar amb Dolors Esquivel i Hurtado de Mendoza, amb qui va tenir tres fills: l'hereu Rafael (1821-1893), Benet (1822-1863) i Dolors de Llança i Esquivel (1825-1903). La seva dona va morir com a conseqüència del tercer part.
Rafael de Llança i Esquivel es va casar amb Ramona Vilavella i van ser pares de Ramona de Llança i Vilavella, casada amb Manuel Moreno-Churruca. La seva filla Dolors Moreno-Churruca i de Llança (1880-1955) es va casar amb Ignasi de Bufalà i de Ferrater (1879-1954), i Can Maians va ser heretat per la seva filla Marianna de Bufalà i Moreno-Churruca (1907-1980), casada amb Rafael Fernández de Bobadilla y Ragel (1901-1979), almirall de l'Armada Espanyola.

## Descripció
Consta de planta baixa, pis i golfes, reflectint al pany de paret els cinc cossos perpendiculars que subdivideixen el seu interior en alçada. Està cobert amb una teulada amb dos vessants amb un carener paral·lel a la façana. Aquesta darrera ressalta per la gran quantitat d'obertures: portals, finestres i balcons representen les llindes, brancals i ampits realitzats amb carreus de pedra, així com els angles. Sobre el balcó principal hi ha esculpit en pedra un escut d'armes amb els blasons dels Llança de Sant Julià del Fou i els Derrocada de Sant Pere de Vilamajor.
A la distribució interna crida l'atenció l'escala situada al cos central, que forma un pati cobert que sobresurt pel damunt del carener de la teulada.
La torre de defensa i guaita està adossada i comunicada amb la casa. És planta circular formada per una planta baixa, tres pisos i un terrat. Les quatre plantes estan cobertes amb voltes, i una escala de cargol comunica la primera amb les dues superiors i el terrat, de manera que la planta baixa queda independent, car, com tantes torres coetànies, l'accés s'hi feia pel pis. El terrat està envoltat de merlets i matacans, molt ben conservats, sens dubte, gràcies a alguna restauració. La part baixa de la torre és atalussada. Exteriorment, es poden veure les poques obertures, espitlleres i finestres que en té i que segueixen un esquema gòtic tardà: la llinda amb motllures i lobulada i els carreus dels brancals treballats.
El 1795, s'obrí una porta a la planta baixa de la torre, que es convertí en capella.